# خلنج هاو
خلنج هاو هي لاعبة هوكي الجليد كندية، ولدت في 17 يوليو 1992 في أوتاوا في كندا.

## وصلات خارجية
- خلنج هاو على موقع EliteProspects.com (الإنجليزية)